# Alexander Gontard
Alexander Gontard (* 1. November 1788 in Frankfurt am Main; † 23. Juni 1854 ebenda) war ein Bankier und Politiker der Freien Stadt Frankfurt aus der Familie Gontard.
Gontard war der Sohn des Kaufmanns Johann Friedrich Gontard-Wichelhausen und dessen Ehefrau Amalie Sophie geborene Wichelhausen (1769–1831). Er war evangelisch-reformierter Konfession und heiratete am 23. August 1819 Amalie Luise Gontard (1799–1878).
Er lebte als Bankier in Frankfurt am Main. Er war Förderer der Künste und Wissenschaften und schuf 1854 die Alexander-Gontard-Stiftung mit einem Kapital von 20.000 Gulden für Arme, Kranke und Waisen. Daneben gründete er mit einem Legat von 500 Gulden die Witwen- und Waisenkasse des städtischen Theater-Orchesters.
Von 1827 bis 1834 war er Mitglied der Frankfurter Handelskammer. Von 1830 bis 1854 war er Mitglied der Ständigen Bürgerrepräsentation der Freien Stadt Frankfurt. Von 1834 bis 1837 und 1842 gehörte er dem Gesetzgebenden Körper der Freien Stadt Frankfurt an.